# Meister von Eriskirch
Als Meister von Eriskirch wird ein gotischer Bildschnitzer bezeichnet, der um 1420 wohl im Bodenseeraum tätig war. Er erhielt seinen Notnamen nach Figurengruppen, die er vermutlich für die Pfarrkirche in Eriskirch am Bodensee geschaffen hat und von denen vier Figuren aus unterschiedlichen Gruppen erhalten blieben. Sie sind heute in Museen in Rottweil und Konstanz zu sehen.

## Stil
Die ausdrucksvollen Gesichtszüge der Figuren des Meisters von Eriskirch, die Gestaltung der Handbewegungen und der wirklichkeitsnahe Faltenwurf ihrer Kleidung zeigen den Beginn der Spätgotik im Bodenseeraum an, die Impulse der neuen Kunstrichtungen eines weichen Stils aus anderen Regionen wie dem Oberrhein oder Burgund empfangen hatte.

## Werke
- Heimsuchung Mariä (Figurengruppe, um 1420)
  - Elisabeth in der Erwartung, Dominikanermuseum Rottweil 
  - Maria in der Erwartung, Dominikanermuseum Rottweil
- Kreuzigung Christi (Figurengruppe, um 1420).
  - Trauernde Maria, betend, Konstanz, Rosgartenmuseum[1] 
  - Die anderen Figuren sind verlorengegangen
- Grablegung Christi (Figurengruppe, um 1420)
  - Trauernde Maria Magdalena, Dominikanermuseum Rottweil
  - Die anderen Figuren sind verloren